# Aldehuela de Periáñez
Aldehuela de Periáñez és un municipi espanyol ubicat a la província de Sòria, dins la comunitat autònoma de Castella i Lleó.

## Demografia
| Any      | 1900 | 1910 | 1920 | 1930 | 1940 | 1950 | 1960 | 1970 | 1980 | 1990 | 2000 |
| Població | 196  | 181  | 179  | 199  | 187  | 171  | 155  | 90   | 52   | 45   | 43   |

## Economia
L'economia del poble es basa en el cultiu dels cereals, i antigament, en la ramaderia ovina. Té mines de pedra arenosa en la "Sierra del Almuerzo".